# Антиципаторна реакција
Антиципаторна реакција је одговор на очекивану драж који се јавља пре него што се драж појавила. Може се јавити као делимична реакција на циљ који се очекује.